# Позачергові вибори
Позачерго́ві (також достроко́ві або дотерміно́ві) ви́бори — вибори до представницького органу влади або на виборну посаду, що проводяться до закінчення терміну повноважень чинного скликання органу або особи, яка обіймає посаду. Підставою для проведення дострокових виборів може бути розпуск представницького органу, відставка обраного представника, відмова його від посади або смерть. Умови й порядок процедури визначаються національним законодавством, й у різних країнах можуть суттєво відрізнятися. У ряді парламентських республік дострокові вибори в парламент проводяться слідом за відставкою уряду.